# Chen Aisen
Chen Aisen (chiń. 陳艾森; pinyin Chén Àisēn ur. 22 października 1995) – chiński skoczek do wody. Dwukrotny złoty medalista olimpijski z Rio de Janeiro.
Zawody w 2016 były jego pierwszymi igrzyskami olimpijskimi. Po złoto sięgnął w obu konkurencjach skoków z dziesięciometrowej wieży. Triumfował indywidualnie i w skokach synchronicznych. Partnerował mu Lin Yue. Trzykrotnie - w 2015, 2017 i 2019 - był mistrzem świata w skokach synchronicznych, w 2017 zdobył też srebro indywidualnie. W 2014 zwyciężył na igrzyskach azjatyckich w skokach synchronicznych.